# Енграми (часопис)
Енграми представљају репрезентативан стручно-научни часопис, у коме се објављују оригинални и ревијални радови из домена клиничке психијатрије, психологије и сродних дисциплина (филозофије, педагогије и др.)- Такође
се објављују важна обавештења, извештаји са скупова, радови из историје медицине, прикази књига, ин меморијам. Поводом стручних скупова објављују се и суплементи.

### Историјат
Часопис излази 4 пута годишње у контиунитету од 1979. године. Оснивач и дугогодишњи уредник часописа био је Проф. др Димитрије Миловановић. Од 1979. до 1984. godine „EНГРАМЕ“ је издавала Психијатријска клиника Медицинског факултета у Београду, а од 1984. год. „ЕНГРАМИ“ су орган Удружења психијатара Југославије. Данас је издавач чаосписа Клиника за психијатрију, Клиничког центра Србије и Удружење психијатара Србије (УПС). 

### Периодичност излажења
4 пута годишње

## Уредници
- 1979-2003- Проф. др Димитрије Миловановић
- 2004 - Доц. др Александар Дамјановић
- 2005 – 2013 Проф. др Мирослава Јашовић Гашић
- 2014 - Проф. др Срђан Миловановић

## Аутори прилога
Аутори прилога, почевши од 1979., су еминентни светски и домаћи стручњаци из области психијатрије, психологије и сродних дисциплина.

## Електронски облик часописа
http://www.engrami.rs/ Архивирано на веб-сајту  (26. јануар 2021)

## Индексирање у базама података
Српски цитатни индекс (СЦИндекс)